# Karanglewas Lor
Karanglewas Lor is een bestuurslaag in het regentschap Banyumas van de provincie Midden-Java, Indonesië. Karanglewas Lor telt 3399 inwoners (volkstelling 2010).